# فرودگاه سیگیریا
فرودگاه سیگیریا (به لاتین: Sigiriya Airport) یک پروازگاه در سری‌لانکا است که در سیگیرییا واقع شده‌است.